# Tulsa Shock 2011
La stagione 2011 delle Tulsa Shock fu la 14ª nella WNBA per la franchigia.
Le Tulsa Shock arrivarono seste nella Western Conference con un record di 3-31, non qualificandosi per i play-off.

## Roster
| N° | Naz.                   | Ruolo | Sportivo         | Anno | Alt. | Peso |
| -- | ---------------------- | ----- | ---------------- | ---- | ---- | ---- |
| 0  | Stati Uniti (bandiera) | A     | Chastity Reed    | 1989 | 185  | 70   |
| 4  | Stati Uniti (bandiera) | GA    | Amber Holt       | 1985 | 183  | 77   |
| 6  | Stati Uniti (bandiera) | G     | Doneeka Hodges   | 1982 | 175  | 73   |
| 7  | Stati Uniti (bandiera) | G     | Betty Lennox     | 1976 | 173  | 65   |
| 8  | Australia (bandiera)   | C     | Liz Cambage      | 1991 | 203  | 98   |
| 10 | Stati Uniti (bandiera) | G     | Andrea Riley     | 1988 | 165  | 62   |
| 12 | Stati Uniti (bandiera) | G     | Ivory Latta      | 1984 | 168  | 65   |
| 13 | Stati Uniti (bandiera) | GA    | Karima Christmas | 1989 | 183  | 82   |
| 14 | Stati Uniti (bandiera) | A     | Kayla Pedersen   | 1989 | 193  | 86   |
| 20 | Stati Uniti (bandiera) | G     | Marion Jones     | 1975 | 178  | 68   |
| 21 | Stati Uniti (bandiera) | A     | Jennifer Lacy    | 1983 | 191  | 79   |
| 22 | Stati Uniti (bandiera) | GA    | Sheryl Swoopes   | 1971 | 183  | 66   |
| 24 | Stati Uniti (bandiera) | C     | Miranda Ayim     | 1988 | 191  | 77   |
| 33 | Stati Uniti (bandiera) | A     | Tiffany Jackson  | 1985 | 191  | 84   |
| 34 | Stati Uniti (bandiera) | C     | Abi Olajuwon     | 1988 | 193  | 107  |
| 50 | Stati Uniti (bandiera) | C     | Jacinta Monroe   | 1988 | 196  | 73   |

## Staff tecnico
- Allenatori: Nolan Richardson (1-10) (fino al 9 luglio)[1], Teresa Edwards (2-21)
- Vice-allenatori: Teresa Edwards (fino al 9 luglio), Wayne Stehlik, Kathy McConnell, Tracy Murray
- Preparatore atletico: Allison Russell